# Vescovo di Durham

Stemma del Vescovo di Durham

Il vescovo di Durham è una delle più importanti autorità religiose e, storicamente, politiche d'Inghilterra e del Regno Unito.
Il vescovo, appartenente alla Chiesa anglicana, è responsabile della diocesi di Durham, facente parte della provincia ecclesiastica di York. La diocesi è una delle più antiche dell'Inghilterra e il suo vescovo è membro permanente di diritto della Camera dei Lord. L'attuale vescovo di Durham è Paul Butler, la cui elezione è stata convalidata il 20 gennaio 2012 nella Cattedrale di York. Il suo predecessore era Justin Welby, attuale arcivescovo di Canterbury. Il vescovo di Durham accompagna, assieme al vescovo di Bath e Wells, il futuro sovrano britannico durante la cerimonia di incoronazione. 
Il titolo ufficiale del vescovo, peraltro raramente utilizzato, è The Right Reverend, seguito dal nome del titolare e dall'espressione by Divine Providence Lord Bishop of Durham. Nei documenti il cognome del vescovo è sostituito dal termine Dunelm, nome latino di Durham, a sua volta derivato dall'espressione della lingua inglese antica Dunholm. In passato i vescovi di Durham utilizzavano anche il termine francese Duresm. Prima del 1836 il vescovo di Durham godeva di significativi poteri temporali sulla cosiddetta Liberty of Durham (ove il termine liberty designa un'area esente dai diritti di regalia), riorganizzata dopo la conquista normanna dell'Inghilterra nella contea palatina di Durham.
I vescovi avevano la loro residenza nel castello di Durham sin dalla sua costruzione, avvenuta nell'XI secolo. Nel 1832 la residenza venne spostata nel castello di Auckland. Dal 2012 il vescovo non risiede più nel castello, la cui proprietà è stata trasferita all'Auckland Castle Trust, una fondazione senza scopo di lucro.